# Крајпуташи у Рогачи
Крајпуташи у Рогачи (Општина Лучани) налазе се у селу Рогача, на раскрсници путева који воде у Чачак, Гучу и Горачиће. Споменици припадају типу крајпуташа - кенотафа. Подигнути су борцима палим у Српско-турском рату 1876. године.

## Опис споменика
Споменици су у облику стуба од пешчара, без капе. Сва три споменика истих су димензија и стилских обележја, рад каменоресца Глиша Дмитрића из Котраже.
Епитафи су уклесани у удубљена поља, надвишена крстовима са натписом ИС ХС. Текстови се нешто плићим урезима настављају на бочним странама. На полеђини споменика уклесани су стилизовани крстови, а на наспрамним бочним странама војничке пушке.
Површина камена прекривена је лишајем и оштећењима различитог степена. Лице првог споменика у потпуности је оштећено.

## Епитафи
Крајпуташ непознатом војнику (†1876)
(...)
Бог да му душу прости.
Овај спомен
подиже му
његов брат Милисав
и његови синови
Вељко
и Р (...)ц.

Крајпуташ Неђељку Вилотијевићу (†1876)
Овај споменик показује
почившег
НЕЂЕЉКА ВИЛОТИЈЕВИЋА
из Рогаче
бив. воиник I-ве кла[се]
десетар Трнавског баталијона
које у 40 год. живота свог
храбро борећи се
у рату против турака
за славу и отечество српско
под владом
књаза Милана М. Обреновића
а погинуо у битци на Радојевцу
6-ог октомбра у 1876 Г.
И бог да му душу прости.
Овај спомен подиже
његов брат (...) 
Глишо Дмитрић из Котраже писа.

Крајпуташ Кости Констатиновићу (†1876)
Овај биљег показује тјело
покојног
КОСТЕ КОСТАТИНОВИЋА
из Рогаче
бивши воиник II класе
Трнавског баталијона
кои у 36 години свога живота
јуначки борећи се против турака
за славу и слободу Срба
у борби на Соколовици код Пазара
погинуо (...) јулија 1876 г.
И Бог да му душу прости.
Овај спомен подиже му
син његов Добривоје
под управљенијем
Пауна Драговића из Рогаче
стараоца.
Глишо Дмитрић из Котраже писа.